# Kanton Saint-Père-en-Retz
Der Kanton Saint-Père-en-Retz war bis 2015 ein französischer Wahlkreis im Arrondissement Saint-Nazaire, im Département Loire-Atlantique und in der Region Pays de la Loire; sein Hauptort war Saint-Père-en-Retz. Letzte Vertreterin im Generalrat des Départements war von 2008 bis 2015 Chantal Leduc-Bouchaud (DVG).
Der Kanton Saint-Père-en-Retz umfasste vier Gemeinden:
| Gemeinde           | Bretonisch         | Einwohner (2012) | Fläche (km²) | Code postal | Code Insee |
| ------------------ | ------------------ | ---------------- | ------------ | ----------- | ---------- |
| Chauvé             | Kalveg             | 2604             | 40,98        | 44320       | 44038      |
| Frossay            | Frozieg            | 3078             | 57,22        | 44320       | 44061      |
| Saint-Père-en-Retz | Sant-Pêr-Raez      | 4197             | 62,72        | 44320       | 44187      |
| Saint-Viaud        | Sant-Widel-Skovrid | 2264             | 32,63        | 44320       | 44192      |
| Kanton             |                    | 12.143           | 193,55       | –           | 4441       |